# فوتبال در ایالات متحده آمریکا

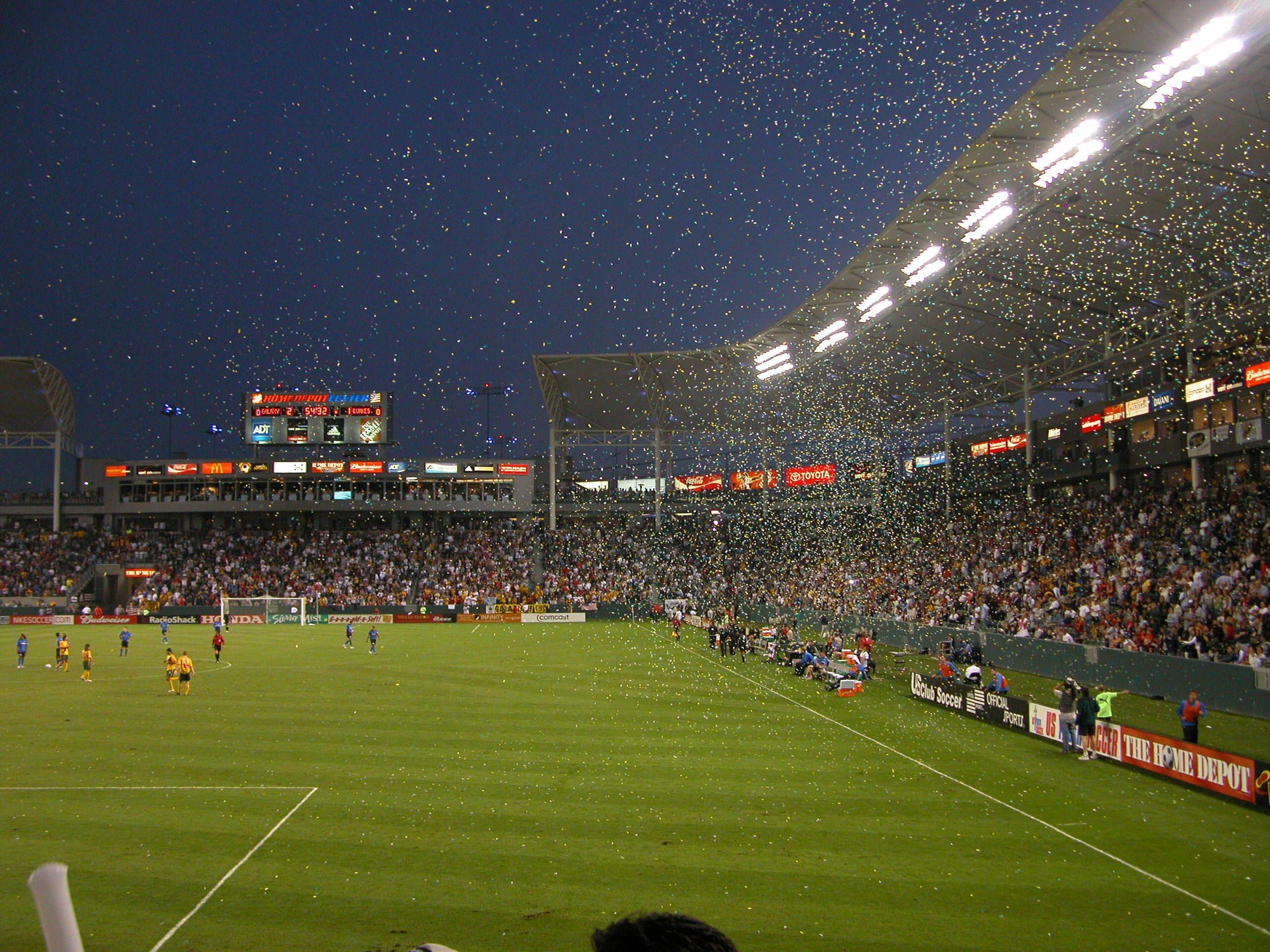
ورزشگاه هوم دیپوت سنتر در لس آنجلس یکی از چندین ورزشگاهیست که فقط برای بازی فوتبال در نظر گرفته شده که این موضوع به نوبه خود باعث رشد سیستم باشگاهی آمریکا در سالهای اخیر گردیده است.

فوتبال در ایالات متحده آمریکا که بدان ساکر (Soccer) می‌گویند، در بخش مردان محبوبیت چندانی نداشته و همواره در زیر سایهٔ بسکتبال، فوتبال آمریکایی، و بیسبال قرار داشته است. لیکن آمریکا در سال ۱۹۹۴ میزبان جام جهانی فوتبال بوده و سابقه حضور فعالی در بازی‌های جام جهانی دارد. تیم ملی فوتبال مردان آمریکا همچنین چهار بار قهرمان گلدکاپ (جام ملتهای ناحیه کونکاکاف) شده است و با تیم ملی فوتبال مکزیک رقابت شدیدی دارد. اما این کشور با وجود داشتن یک لیگ حرفه‌ای و سابقه و پشتیبانی‌هایی که داشته است هنوز نتوانسته است در سطح ملی توجه و محبوبیت مردم کشور خود را نسبت به این ورزش برانگیزد.
اما بر عکس برای زنان بازی فوتبال در آمریکا بسیار محبوب بوده است؛ به‌طوری‌که در سال‌های ۱۹۹۹ و ۲۰۰۳ میزبان جام جهانی زنان بوده است. تیم ملی فوتبال زنان آمریکا تابحال چهار بار قهرمان جام جهانی فوتبال زنان شده است.
فدراسیون فوتبال آمریکا نهاد اداره‌کننده فوتبال در این کشور است و در هر سال، یک فصل از لیگ حرفه‌ای زنان و ام‌ال‌اس (مشترک با کانادا) را به عنوان معتبرترین لیگ‌های فوتبال کشور برگزار می‌کند.
با تغییر و تحول ساختار جامعه آمریکا در دو دهه گذشته، بازی فوتبال نیز بالطبع در حال یافتن جایگاه ثابتی در میان جامعه آمریکا می‌باشد.

## وضعیت فوتبال در آمریکا

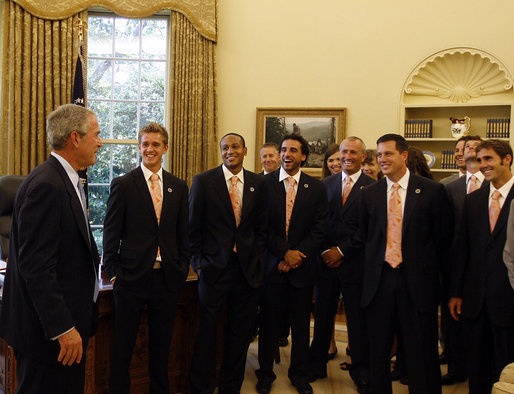
جورج دبلیو بوش، رئیس‌جمهور آمریکا در دیدار با بازیکنان هیوستون دینامو پس از قهرمانی در لیگ. مرسوم است که هر ساله تیم قهرمان لیگ به کاخ سفید دعوت شده و با رئیس‌جمهور دیدار کنند.

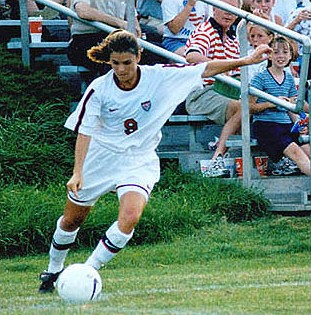
میا هام بازیکن آمریکایی اسطوره فوتبال زنان در جهان است که دو مرتبه بازیکن سال فوتبال جهان شد.

### مردان
آمریکا با وجود دارا بودن تسهیلات و امکانات فراوان، و نیز سیستم باشگاهی فوتبال، هرگز موفق به کسب نتایج عالی و درخشان در سطوح جهانی نشده است. بسیاری ریشهٔ دلیل این پدیده را عدم علاقه‌مندی مردم آمریکا به بازی فوتبال دانسته‌اند. یورگن کلینزمن، مربی تیم ملی آمریکا و ستاره سابق تیم ملی آلمان، که اکنون مقیم آمریکا است، معتقد است که دلیل به نتیجه ننشستن استعدادهای فوتبال آمریکا «قیف وارونه» سیستم فوتبال در آمریکا است: فوتبال در آمریکا تنها در قشر مرفه، دانشگاهیان، و خارجیان، یا در میان زنان رواج دارد و صرفاً یک بازی تفریحی (و نه یک ورزش جدی) محسوب می‌شود، و مانند دیگر کشورها از قشر متوسط و پایین جامعه (همانند بسکتبال) برنمی‌خیزد. درگیری‌های سیاسی داخلی و جناح‌بندی‌های درون فدراسیون فوتبال آمریکا نیز در ایجاد اصطکاک در پیشرفت این ورزش بی تأثیر نبوده‌اند. به‌طور نمونه، فدراسیون فوتبال آمریکا بود که سر تعریف حیطهٔ اختیارات، چندین بار تاکنون با مربیگری یورگن کلینزمن مخالفت کرد، و بجایش باب بردلی (که از جناح مربیان «خودی» در فدراسیون بود) را در نقش مربی تیم ملی گماشت.
فیفا میزبانی جام جهانی فوتبال ۱۹۹۴ را به شرطی به آمریکا داد که سیستم باشگاهی فوتبال حرفه‌ای تأسیس کند. اما ام‌ال اس با وجود موفقیت‌های نسبی که به دست آورده، هنوز موفق نشده در سطح جهانی مولد فوتبال پر قدرتی باشد. پله، بکن باور، جورج بست، رود گولیت، کارلوس والدراما، و دیوید بکهام هیچ‌کدام نتوانسته‌اند بازی فوتبال را برای مردم آمریکا، همانند فوتبال آمریکایی و بسکتبال جذاب جلوه دهند. درخواست ناموفق میزبانی جام جهانی ۲۰۱۸ یا ۲۰۲۲ تلاشی دیگر بود تا آمریکاییان را وارد جمع دهکده جهانی فوتبال کرده و آن‌ها نیز یک شرکت‌کننده پرقدرت در سطح جهانی شوند. از شخصیت‌های معروف حامی این میزبانی می‌توان مایکل بلومبرگ، بیل کلینتون، مورگان فریمن، هنری کیسینجر، اسپایک لی، برد پیت، و آرنولد شوارزنگر را نام برد.
با تمام این اوصاف، بسیاری به آینده فوتبال در آمریکا امیدوارند چرا که در سال‌های اخیر فوتبال رفته رفته در میان نوجوانان در مدارس محبوبیت جدیدی پیدا کرده و لیگ برتر فوتبال آمریکا هم‌اکنون از لحاظ کیفیت در رتبه هفتم جهان قرار دارد.

### زنان
فوتبال زنان در ایالات متحده آمریکا، برخلاف مردان، با وجود نداشتن حمایت کافی در تمام سطوح، نتایج و سابقه بسیار مساعدتری نسبت به مردان داشته است. بازی‌های سطح باشگاهی در آمریکا همواره از عدم پشتیبانی مالی کافی رنج می‌برده است و حتی تیم ملی فوتبال زنان ایالات متحده آمریکا نیز با وجود قهرمانی مکرر در سطوح جهانی هرگز نتوانسته است توجه شبکه‌ها و بینندگان سرتاسری ورزش آمریکا را همانند بسکتبال و فوتبال به خود جذب کند. شاید به همین دلیل است که لیگ حرفه‌ای فوتبال زنان آمریکا ورشکسته گردید و جای خود را به لیگ ملی فوتبال زنان داد.
با این حال فوتبال زنان در آمریکا چه در سطح ملی و چه در سطح باشگاهی همچنان تداوم داشته و دارای استاندارد قابل قبولی است. دلیل اصلی این امر، رواج داشتن فوتبال و مسابقات سرتاسری فوتبال زنان به‌طور بسیار جدی در سطوح دانشگاهی (مثلاً در بازی‌های NCAA) می‌باشد، که به نوبه خود باعث روی پا نگاه داشتن تیم ملی فوتبال زنان آمریکا شده است.
در دانشگاه‌های آمریکا، شاید بتوان گفت که فوتبال حرف اول در میان ورزشهای موفق را می‌زند. به‌طور مثال، در سال ۲۰۱۳ بازی‌های فوتبال در دانشگاه‌های آمریکا در سه دسته متفاوت برگزار گردید که ۲۰۴ تیم در دسته اول، ۲۰۷ تیم در دسته دوم و ۴۰۸ تیم در دسته سوم لیگ NCAA به رقابت پرداختند.

## نگارخانه

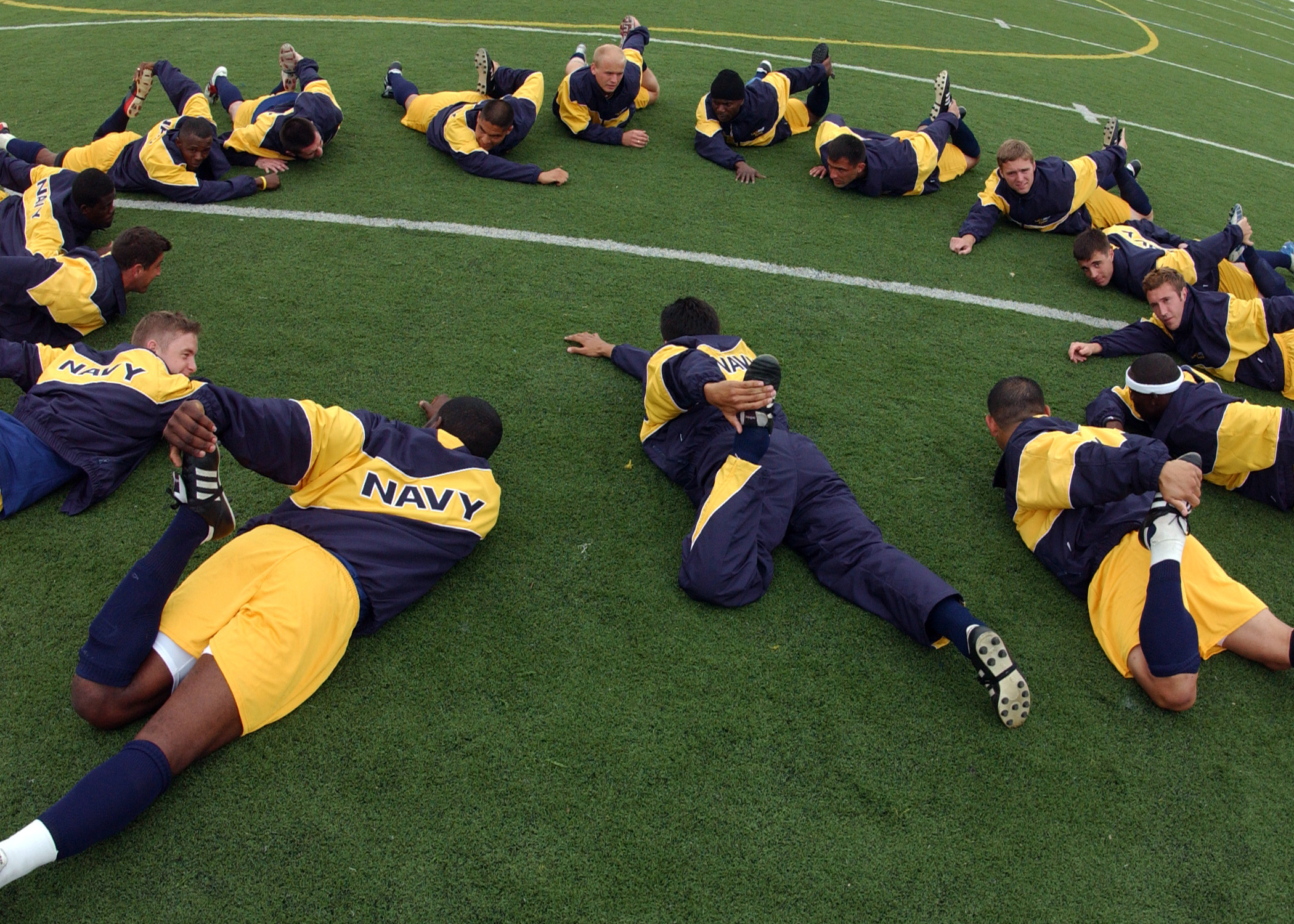
تمرینات فوتبال در میان نظامیان نیروی دریایی آمریکا
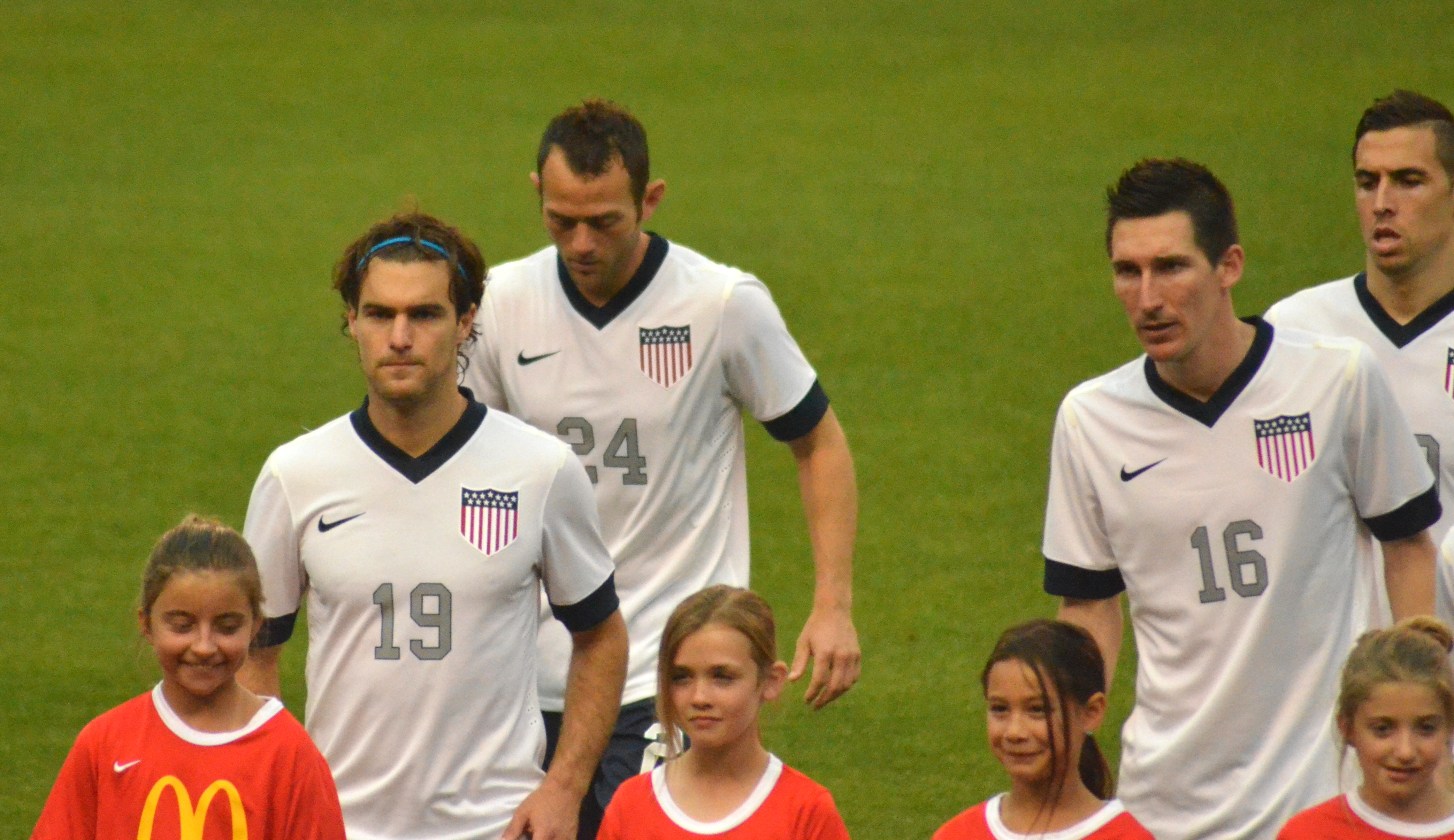
بسیاری از اعضای تیم ملی مردان آمریکا در اروپا توپ زده‌اند.
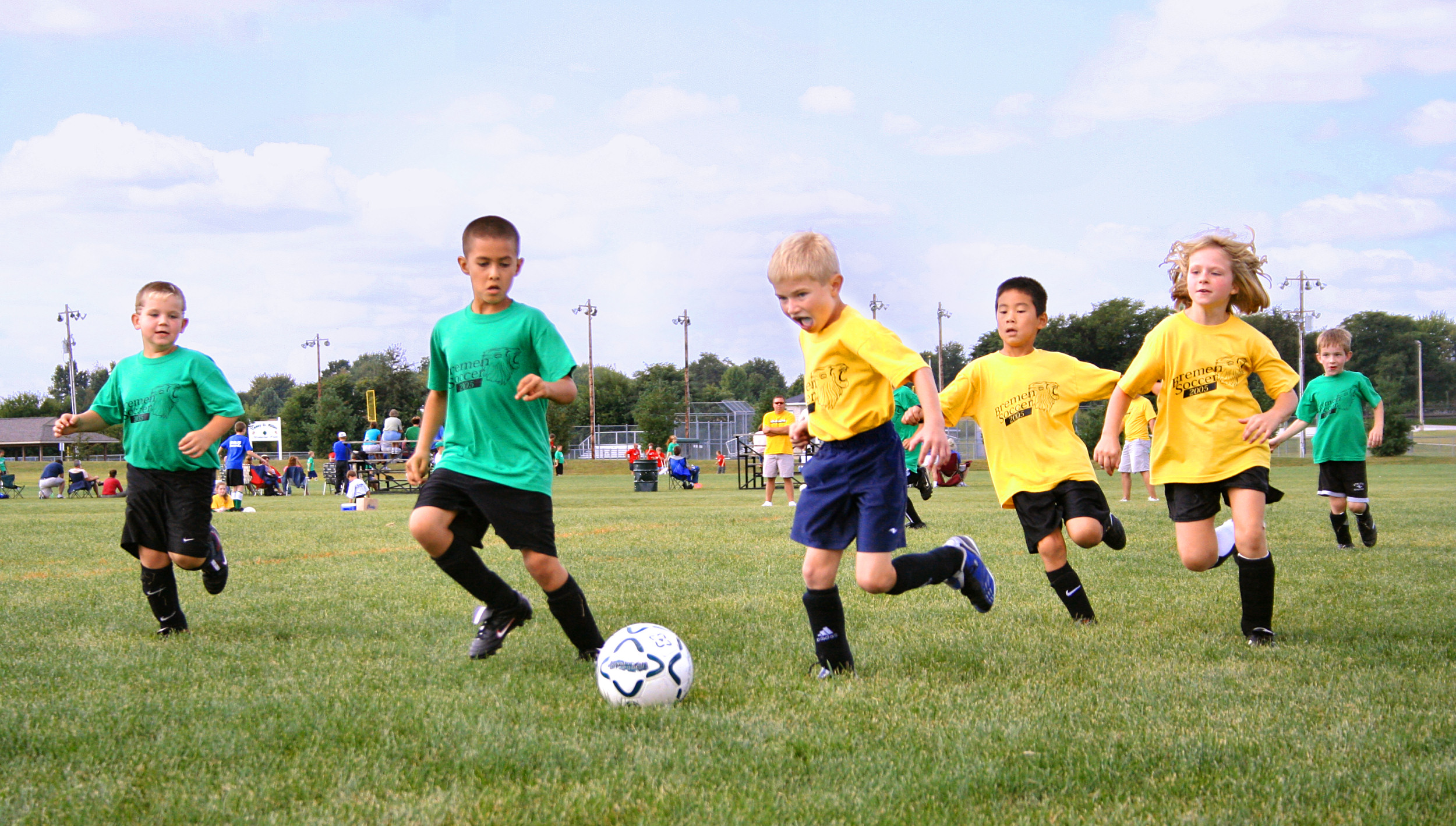
در مقاطع ابتدایی نیز (بر خلاف مقاطع متوسطه دبیرستانی که تمرکزها متفاوتند)، فوتبال در مدارس ابتدایی آمریکا رواج زیادی دارد.
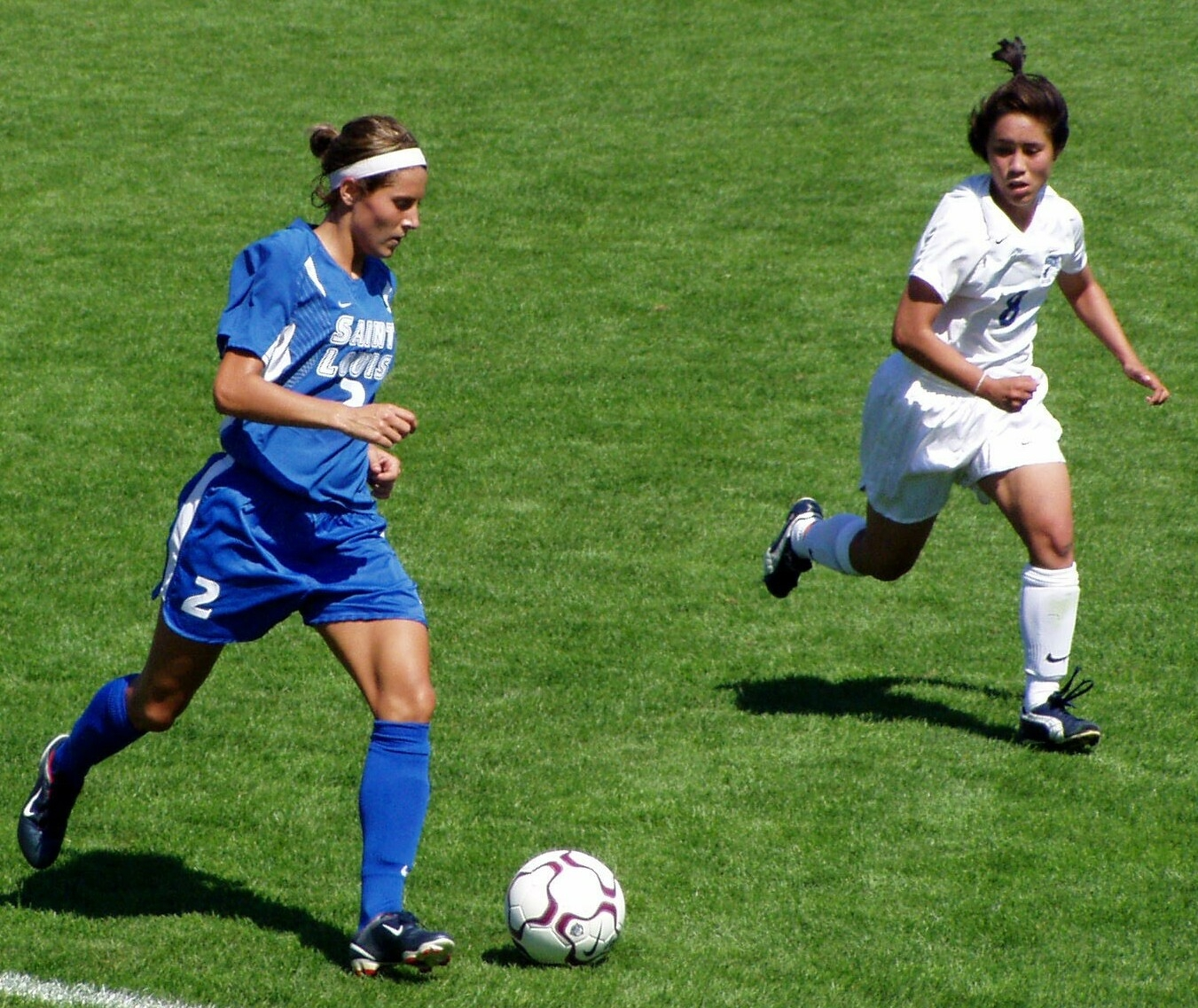
فوتبال در میان زنان دارای محبوبیت زیادی در آمریکا است. واژهٔ عامیانهٔ معروف ساکر مام از همین موضوع سرچشمه می‌گیرد.
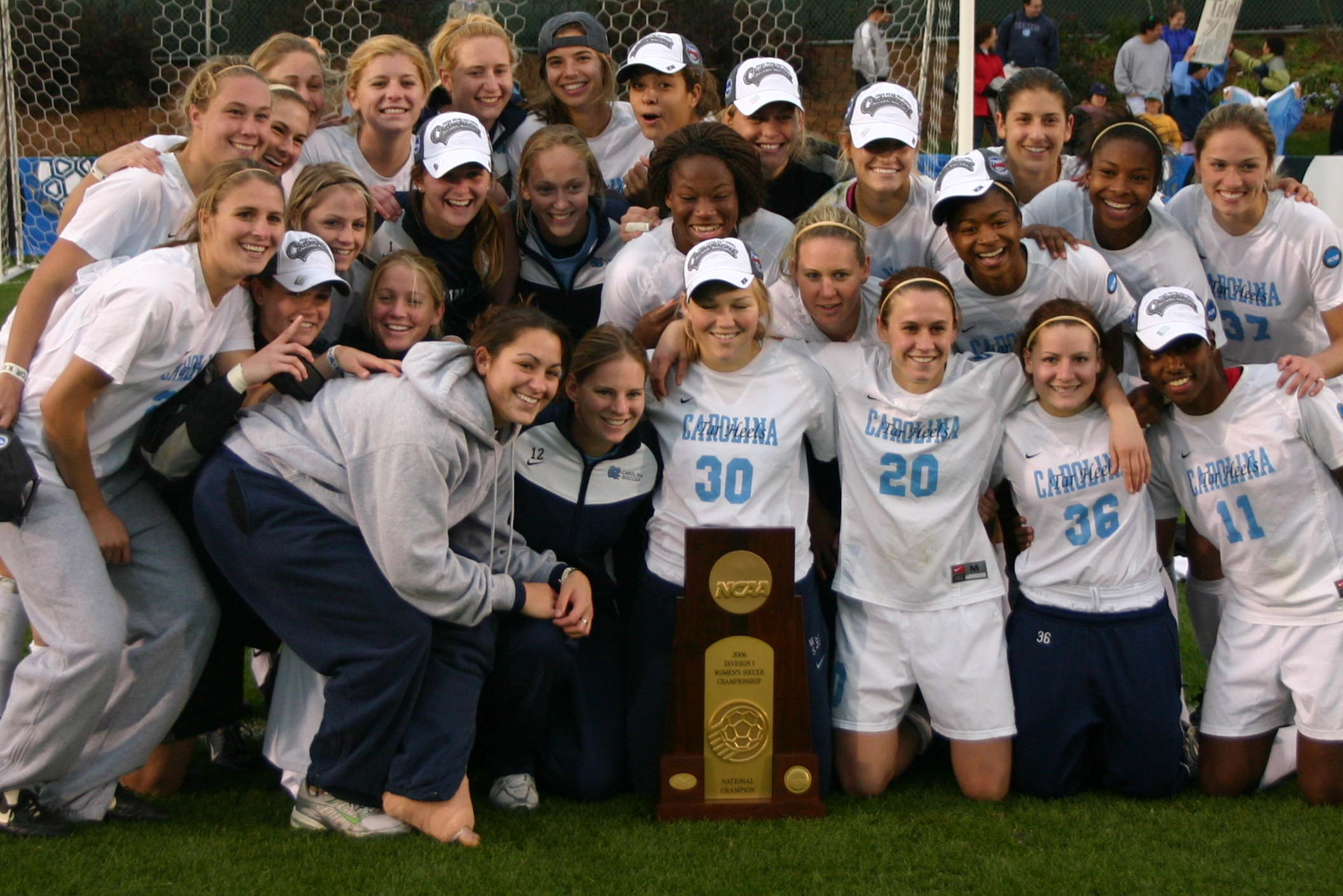
تیم فوتبال زنان دانشگاه کارولینای شمالی در چپل هیل پس از قهرمانی کشور